# Медвежа Балка
Медве́жа Ба́лка — село в Україні, в Устинівській селищній громаді Кропивницького району Кіровоградської області. Населення становить менше десяти осіб.
Стара назва — М. Мамалижна (Херсонська губернія).

## Географія
Селом тече балка Яр Ведмежий.

## Населення
Згідно з переписом УРСР 1989 року чисельність наявного населення села становила 164 особи, з яких 79 чоловіків та 85 жінок.
За переписом населення України 2001 року в селі мешкало 108 осіб.

### Мова
Розподіл населення за рідною мовою за даними перепису 2001 року:
| Мова       | Відсоток |
| ---------- | -------- |
| українська | 98,13 %  |
| російська  | 1,87 %   |